# Тополе (Рогашка Слатина)
Тополе (словен. Topole) — поселення в общині Рогашка Слатина, Савинський регіон, Словенія. Висота над рівнем моря: 351,2 м.